# Pablo Argárate

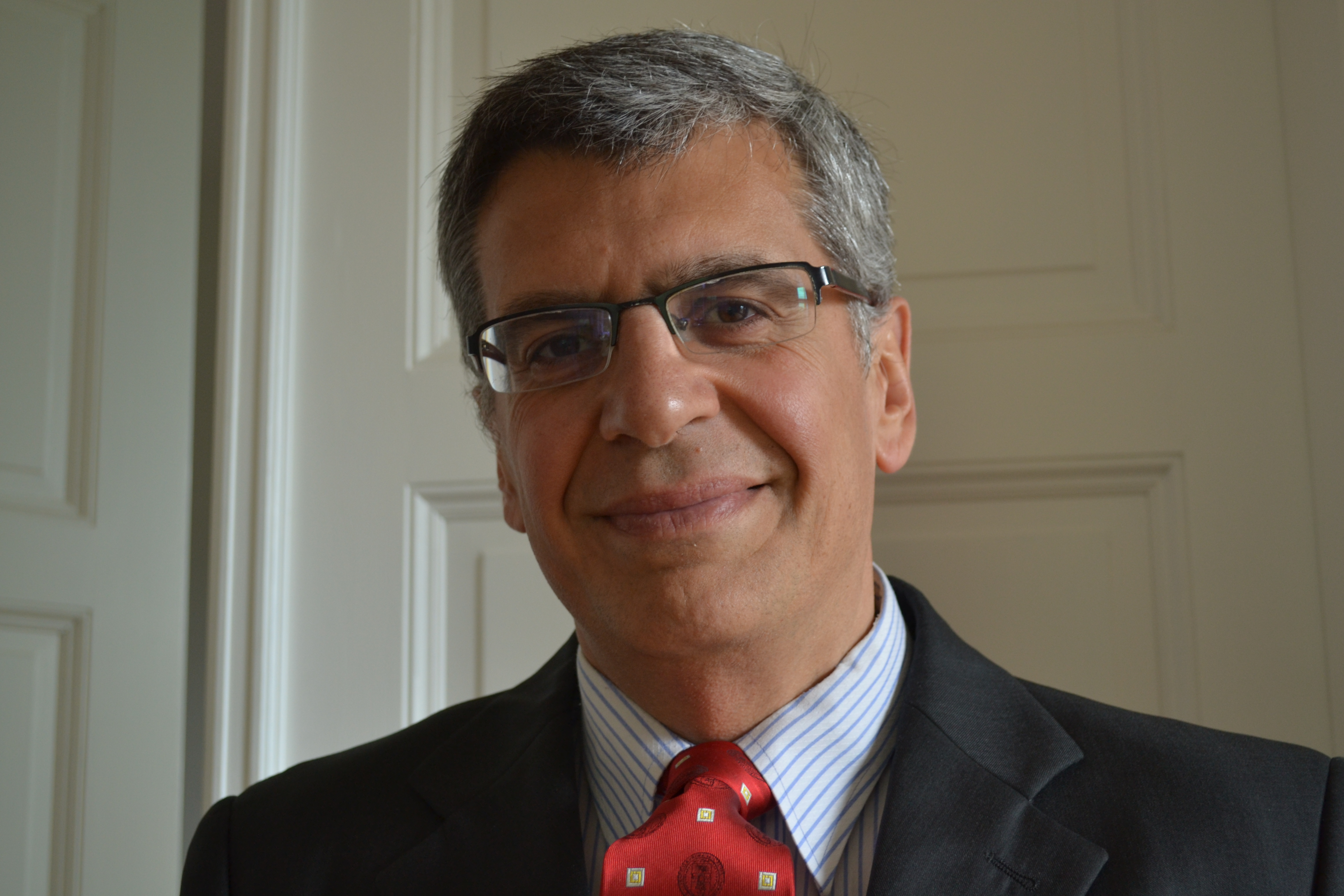
Pablo Argárate (2012)

Pablo Argárate (* 29. Oktober 1962 in Córdoba, Argentinien) ist ein argentinischer Kirchenhistoriker. Er ist Professor am Institut für ökumenische Theologie, ostkirchliche Orthodoxie und Patrologie der Karl-Franzens-Universität Graz.

## Leben
Nach dem Lizenziat in Philosophie an der Universidad Nacional de Córdoba mit der Lizenziatsarbeit Von Gabriel Biel bis Sören Kierkegaard über Martin Luther: Glaube und Vernunft 1986 und dem Diplom in Theologie an der Pontificia Universidad Católica Argentina in Buenos Aires 1990 mit der Diplomarbeit: Maximus Confessors Mystagogia im Kontext früher Kommentare über die Liturgie war er Dozent für Patristik, Liturgie und Philosophie an den Theologischen Seminaren der Diözesen Córdoba (1995–1996), Morón (1992–1994) und Zárate (1990–1991). 1997 erwarb er den Doktorgrad PhD mit der Arbeit Aeikinetos Stasis: Die Dynamik des auf Einheit ausgerichteten Seins bei Maximus Confessor. Er wurde Wissenschaftlicher Mitarbeiter für Kirchengeschichte und Patrologie an der theologischen Fakultät Paderborn (1999–2001). Von 2002 bis 2003 war er wissenschaftlicher Mitarbeiter für Liturgiewissenschaft der katholisch-theologischen Fakultät der Universität Tübingen, wo er 2003 mit der Arbeit Der Heilige Geist bei Symeon dem Neuen Theologen promoviert wurde. In Kanada war er von 2003 bis 2011 als Professor für Patristik und Historische Theologie an der Faculty of Theology St. Michael’s College, University of Toronto. 2006 erhielt er eine Tenure. Von 2007 bis 2011 war er Vorstand des Eastern Christian Studies Program. Von 2009 bis 2013 war er cross-appointed am Department and Centre for the Study of Religion, University of Toronto, tätig. Seit 2011 ist er Professor an der Karl-Franzens-Universität Graz. 2020 wurde er Vorsitzender der "Pro Oriente"-Commission for Ecumenical Encounter between the Catholic Church and the Oriental Orthodox Churches (CEE).
Er forscht zu der Geschichte und Evolution der Pneumatologie im frühen Christentum, den Sprachen und Kulturen des christlichen Ostens (Armenien, Syrien, Äthiopien und Ägypten) und dem Vergleich der unterschiedlichen asketischen und mystischen Traditionen (lateinisch, byzantinisch, armenisch, koptisch, äthiopisch und syrisch) in der Patristik und den byzantinischen Kirchen. Er arbeitet an Publikationen zur Geschichte und Entwicklung der Pneumatologie im 4. Jahrhundert, dem Syrische Liber Graduum, des Messalianismus und der Kontakia von Romanos Melodos (Dichtung, Liturgie und Theologie).

## Veröffentlichungen (Auswahl)
- La Iglesia celebra a Jesucristo. Introducción a la celebración litúrgica. San Pablo, Buenos Aires 1994, ISBN 9789508611352.
- Ἀεικίνητος Στάσις. El dinamismo del ser a la unidad en el pensamiento de Máximo el Confesor. Universidad de Buenos Aires. Buenos Aires 1995.
- Máximo el Confesor, Tratados Espirituales. Diálogo Ascético. Centurias sobre la Caridad. Interpretación del Padre Nuestro. Introducción, traducción y notas de Pablo Argárate. (Biblioteca de Patrística; Band 37). Ciudad Nueva, Madrid 1997, ISBN 978-8489651234.
- A Igreja celebra Jesus Cristo. Introdução à celebração litúrgica. Paulinas, São Paulo 1997.
- Portadores del Fuego. La divinización en los Padres griegos. Desclée de Brouwer, Bilbao 1998, ISBN 978-8433012944.
- Diádoco de Fótice. Obras Completas. Introducción, traducción y notas de Pablo Argárate. (Biblioteca de Patrística; Band 47). Ciudad Nueva, Madrid 1999, ISBN 978-8489651647.
- El fuego de lo alto. Simeón el Nuevo Teólogo. Capítulos teológicos, gnósticos y prácticos. (Espiritualidad Monástica; Band 48) Monte Casino, Zamora 2000, ISBN 9788486407612.
- Simeó el Nou Teòleg. Himnes. (Clàssics del cristianisme; Band 96). Fundació Enciclopèdia Catalana, Barcelona 2003, ISBN 9788484376576.
- Feuer auf die Erde. Der Heilige Geist bei Symeon dem Neuen Theologen. (Hereditas; Band 25). Borengässer, Bonn 2007, ISBN 978-3-923946-72-3. (= Dissertation)
- Pseudo-Macario. Homilías propias de la Colección III. Introducción, traducción y notas de Pablo Argárate. (Biblioteca de Patrística; Band 74). Ciudad Nueva, Madrid 2008, ISBN 978-8497151368.
- (Hg.): Word and Icon. Exploring the New Testament with Early Christian Art, Iconography, Commentary and Prayer. Foreword by Metropolitan Kallistos Ware.The Committee for Ukrainian Education (CUCE), Toronto 2013.